# V Karaby, Dagstorp och Hofterups pastorat
V Karaby, Dagstorp och Hofterups pastorat är ett pastorat i Frosta-Rönnebergs kontrakt i Lunds stift i Kävlinge kommun i Skåne län. 
Pastoratet består sedan 2016 av följande församlingar:
- Hofterups församling
- Västra Karaby och Dagstorps församling

Pastoratskod är 070911.